# Quarto de milha
Quarto de milha é uma raça de cavalo originária dos Estados Unidos. Começou a formar-se com a chegada dos europeus ao continente norte-americano, por volta de 1611, pelo cruzamento dos cavalos trazidos pelos ingleses e espanhóis, e cavalos de indígenas (mustangues), também de ascendência ibérica. Posteriormente, dezessete garanhões e éguas, originalmente puro-sangue ingleses, foram levados para os Estados Unidos. Entre os Puro-Sangues Ingleses importados figura Janus, um filho de Godolphin Barb.
Com o tempo surgiu um equino compacto e bastante musculoso, capaz de correr distâncias curtas em grande velocidade. O primeiro Stud Book com registro genealógico da raça iniciou em 1941, no Texas. O registro para cavalo Quarto de milha ainda aceita a inclusão de Puro-Sangues Ingleses, ou seja, são aceitos cruzamentos QM x QM ou PSI x QM.

## História
Na época em que a Guerra da Independência começou, os colonizadores tinham tornado-se muito afeiçoados às corridas , que em geral eram disputada entre três cavalos que corriam até um quarto de milha (402,33600 metros). Mas outras atividades também foram desempenhadas com sucesso por estes animais.
Linhagens diferentes foram sendo definidas para cada atividade. Hoje são bem distintas e tem uma seleção rigorosa. Mas a principal característica do quarto de milha é a versatilidade. Corridas, provas de vaqueiros em geral e trabalho no campo. Teve bastante aceitação no trabalho e lida do campo devido a sua docilidade, robustez e velocidade. No nordeste do Brasil, o Quarto de milha tornou-se o melhor em vaquejada. No sul do Brasil, nos trabalhos de campo, encontra-se em concorrência com o cavalo crioulo.

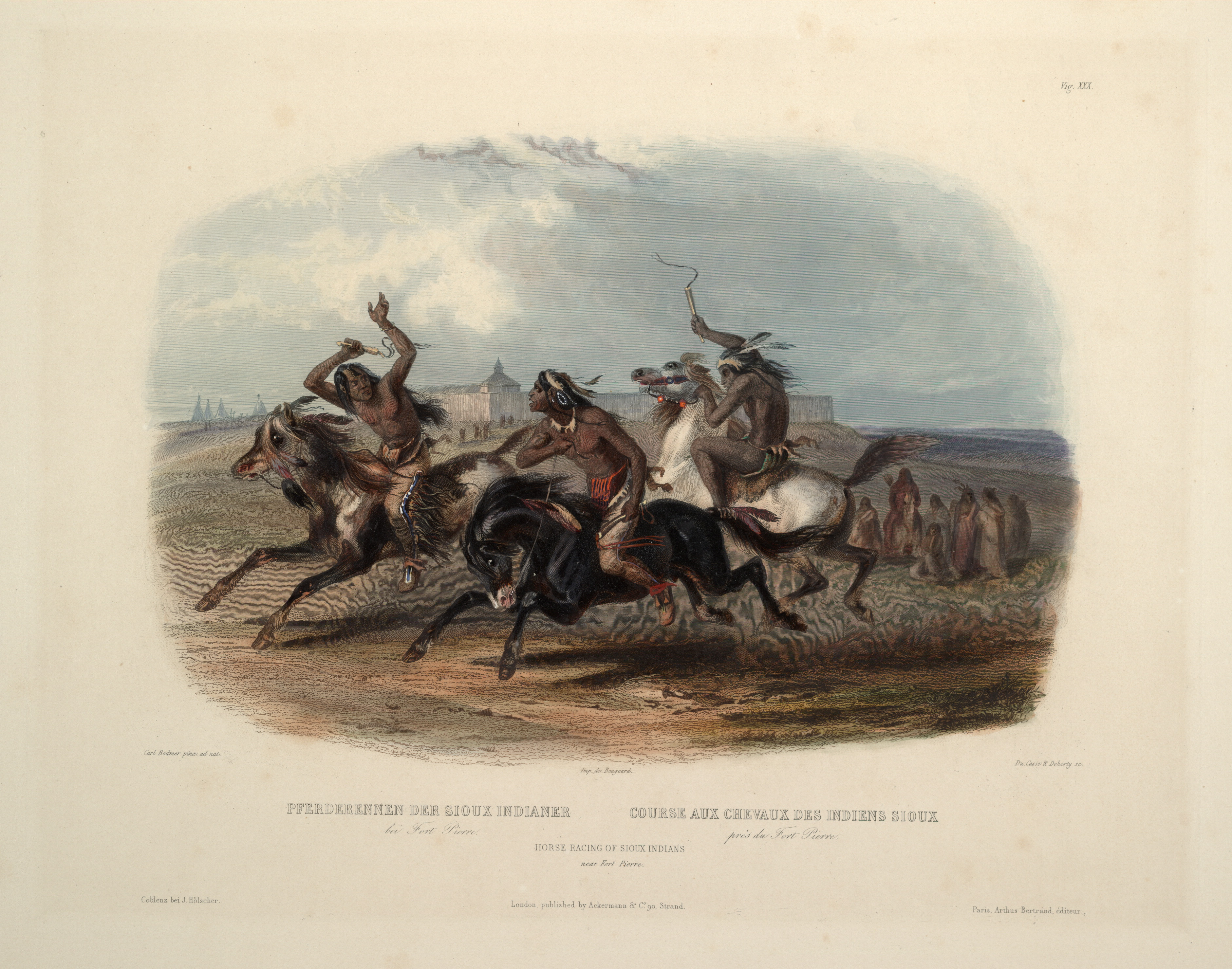
Corrida de cavalos entre os sioux

### O quarto de milha de corrida
Os primeiros registros de corridas de animais que seriam formadores da raça quarto de milha em formação remonta a 1674, em Henrico County, no estado da Virgínia. Cada corrida era composta por apenas dois cavalos e correram pelas ruas de vilas e pistas, e mesmo em clareiras em áreas desmatadas. Essa corrida de velocidade em pequenas distâncias nas primeiras colônias foi o primeiro exemplo de corrida do cavalo quarto de milha nos Estados Unidos.
Na época em que a Guerra da Independência dos Estados Unidos começou, os colonizadores tinham se tornado muito afeiçoados à corrida de um quarto de milha de distância, 402 metros.
A corrida de cavalo quarto de milha permaneceu numa base informal com corridas de finais de semana, em centenas de pequenas pistas que surgiram como pioneiras, e assim continuou por vários anos., difundido-se pelos Estados Unidos.
A corrida organizada de cavalo quarto de milha teve início em Tucson, no Arizona. Em 1943, uma pista foi construída e projetada especialmente para este fim, em Rillito Park, Tucson. No Brasil o QM de corrida encontra seu lugar nas canchas retas do interior, com grande expressão na pista do Jockey Club de Sorocaba. Atualmente grandes nomes do QM de corrida tem gerações no Brasil, como: Granite Lake, Dean Miracle, Panther Mountain, Check Him Out, Gold Medal Jess, No secrets here, entre outros.

## Na cultura popular
- O mais famoso Quarto de Milha de corrida tanto nas pistas como nas atividades reprodutivas foi Dash for Cash que vem aos poucos sendo superado pela “lenda viva” como é chamado, Corona Cartel.[4]
- Outro Famosos Quarto de Milha de corrida, foi First Down Dash, filho de Dash For Cash, que produziu ganhadores de mais de US$ 65 Milhões.

## Associações
- Portal Horse (Site Exclusivo do Quarto de Milha)
- ABQM (Associacao Brasileira de Quarto de Milha)
- AQHA (American Quarter Horse Association)
- AFQH (Association Française du Quarter Horse)